# Valbrona
Valbrona är en kommun i provinsen Como i regionen Lombardiet i Italien. Kommunen hade 2 639 invånare (2018).